# Битка на Честобродици (1883)
Битка на Честобродици, вођена 27. октобра/9. новембра 1883. године, била је део Тимочке буне. Завршена је поразом устаничких снага и победом српске краљевске војске.

## Позадина
Тимочка буна почела је 21. октобра 1883. побуном у Кривом Виру, где је око 800 резервиста управо укинуте Народне војске одбило да преда оружје војној комисији и разоружало вод чувара јавне безбедности који су их пратили, док је ескадрон стајаће војске, који им је дошао у помоћ, принуђен да се повуче без борбе. На вести о доласку стајаће војске у Криви Вир, локални активисти Народне радикалне странке у Бољевцу под вођством попа Маринка Ивковића, међу којима је било више предсеника општина и сеоских кметова, подигли су народну војску из Бољевца и околних села на оружје и пошли у помоћ Кривовирцима. Сазнавши да се краљевска војска повукла без борбе, устаници су поставили логор на Честобродици (где се за неколико дана окупило око 3.000 људи) и послали коњичке патроле на све стране да подижу народ на устанак. Тако су 24. октобра преузели власт у Бољевцу и ухапсили окружног начелника и све локалне чиновнике, а 25. октобра уз подршку Бољевчана побунила се и Сокобања под вођством радикалског посланика Љубе Дидића, док се 26. октобра побунио и Књажевац. Међутим, даљем ширењу устанка сметао је отпор сељака у влашким селима (из неких су се устаницима придружили само српски учитељи) и пасивност радикала у Зајечару, седишту Црноречког округа, који је имао малу посаду састављену од артиљераца стајаће војске и чувара јавне безбедности. Уздајући се у слабост стајаће војске и природну непроходност Честобродице, вође устаника одвојиле су 50 коњаника и 200 пешака и послали их да заузму Зајечар, док је остатак устаника запосео стара утврђења (шанчеве) из српско-турских ратова (1876-1878) на Лозици, Стражи, Калафату и другим висовима око Честобродице како би задржао очекивани напад стајаће војске.

## Супротстављене снаге

### Устаници
По организацији српске Народне војске из српско-турских ратова (1876-1878), бољевачки срез могао је да мобилише 1 батаљон пешадије I класе и 1 батаљон II класе, као и чету коњаника. Коњаници су били наоружани сабљама и карабинима типа Пибоди (мали број старешина имао је револвере типа Франкот и Гасер), пешадија I класе (обвезници од 20 до 35 година) имала је пушке система Пибоди (коморџије руске спредњаче) и бајонете. Пешадија II класе (35-50 година) већином је била без пушака: мањина је имала старе руске и белгијске спредњаче, а неки су понели своје приватно оружје: богатији трговци су имали револвере, имућнији сељаци старе ловачке пушке спредњаче (већином каписларе, мада кремењаче још нису биле сасвим изашле из употребе у Србији у то време) и кубуре. Познато је да је бољевачки кмет, богати трговац Станоје Јовановић-Јолић, поделио устаницима у логору 26 пушака капислара из свог дућана. Такође, 21. октобра устаници су у Кривом Виру одузели комплетно оружје од 23 чувара јавне безбедности (23 карабина Пибоди, 23 револвера и 23 сабље).
Ипак, већина устаника без државних пушака били су сиромашни сељаци и имали су само мотке и секире. Уз то, складишта муниције и топови народне војске били су у Зајечару, под стражом стајаће војске, тако да је муниције било веома мало. У невољи, бољевачки кмет Станоје наредио је заплену свог барута, фишека и каписли по бољевачким дућанима. Приложени списак живо илуструје трговину муницијом у Србији оног времена. Тако је прикупљено:
- 13 туцади (13x12=156) фишека са оловом. Туце фишека са оловом коштало је 15 гроша (6 динара).
- 35 туцади (420) фишека без олова, свако туце по 7 гроша (2,8 динара).
- 2 теста[а] (20) фишека са оловом по 2 гроша и 4 теста (40) фишека без олова по 1 грош.[7] Необично је да је цена једног теста (10) фишека чак седам пута мања од цене једног туцета (12) фишека. Оволику разлику у цени тешко је објаснити, осим ако су фишеци на продавани на туце садржали и каписле.
- 4 ризме[б] (4x100=400) фишека са оловом по 15 гроша и 57 ризми (57x100=5.700) фишека без олова по 7 гроша.[7] Овде је необично да реч ризма означава 100 фишека, али да је цена 1 ризме једнака цени једног туцета (само 12) фишека. Оволику разлику у цени тешко је објаснити, осим ако су фишеци на туце садржали и каписле.
- 10 туцета (120), 35 драма (122,5 грама, узевши масу од 0.45 грама за сваку капислу, укупно око 300 каписли) и 10 кутијица (по 12) и 1 кутија (по 50) каписли - укупно око 600 каписли. Туце каписли коштало је 7 гроша (2,8 динара).
- 24 оке драмлија (сачме), свака по 8 гроша (3,2 динара).
- 9 ока ситног барута (око 11,5 кг, довољно за око 2.500 фишека по 4,5 грама). Ока барута коштала је 15 гроша (6 динара), а била је довољна за око 250 фишека.[7]

Сабравши ове податке, изузев непознате количине муниције која се претходно затекла код власника, било је свега 576 фишека са капислом, 6.160 фишека без каписли, барута за још 2.500 фишека и око 600 каписли. Према томе, било је на располагању мање од 1.200 фишека за државне пушке каписларе (руске и белгинке), којима је био наоружан знатан број устаника (коморџије I класе, око 10-20% сваког батаљона), док је за старе кремењаче и кубуре било још око 8.000 фишека, али је ових пушака било мало, пошто су већ скоро сасвим изашле из употребе у Србији у ово време. Са друге стране, метака за острагуше (Пибодовке) било је само онолико колико се затекло код резервиста - у рату по 60 метака, али у миру свакако много мање.
Обзиром да бољевачки батаљон I класе са 4 чете није могао имати више од 500 пушака острагуша и око 50 коморџија, а да је 200 најбоље наоружаних бораца и сва коњица послата на Зајечар, на Честобродици на дан битке није могло бити много више од 300 бораца I класе са острагушама. Са друге стране, војни обвезници старији од 35 година (борци II и III класе), око половина уписаних резервиста, већином нису имали државних пушака, али је део имао своје, приватно оружје. Узевши у обзир да је после битке од 60 заробљених устаника из бољевачког среза одузето 10 државних пушака (8 острагуша и 2 спредњаче - каписларе), 3 државне сабље (од старешина народне војске), 7 приватних пушака и 3 пиштоља, може се при овој сразмери узети да је најмање 2/3 устаника било без ватреног оружја. Такође, број заробљеника са приватним пушкама и пиштољима није био већи од броја заробљеника са државним пушкама. Узевши ту сразмеру за целу устаничку војску (тачнијих података за сада немамо), од 3.000 устаника на Честобродици највише око 1.000 могло је имати било какво ватрено оружје. Када се томе дода да је 250 најбољих људи дан раније упућено на Зајечар, могло је на дан битке 27. октобра у устаничком логору бити највише 300 пушака острагуша и 300-500 државних и приватних спредњача и кубура. Ове бројке су пре високе него ниске, и изведене су из максималних могућности окупљених устаника. Малом броју пушака треба додати и то, да су устаници наоружани спредњачама имали свега око 1.200 фишека за пушке каписларе - најбројније приватно оружје у Србији у то време - по 2-3 на сваку пушку, тако да о дужој борби није могло бити речи већ и због самог недостатка муниције.

### Краљевска војска
За разлику од устаника, о чијем броју и наоружању постоје само приближни подаци, јачина и ратни распоред стајаће војске познат је до детаља из сачуваних извештаја. Постављен за врховног краљевског комесара у побуњеним крајевима 21. октобра 1883, генерал Тихомир Николић је сутрадан са штабом кренуо из Београда и 23. октобра стигао у Параћин. У том тренутку, распоред краљевске војске био је следећи:
- два пешадијска батаљона (X и XI), IV батерија шумадијског артиљеријског пука и два ескадрона (I и V) сталног кадра код манастира Свете Петке, западно од Честобродице.
- два батаљона (XIII и XV) са остатком шумадијског артиљеријског пука (3 батерије) у Ћуприји.
- два батаљона (II и III) у Параћину.
- Моравски артиљеријски пук у Јагодини.
- Брдски артиљеријски пук са 80 чувара јавне безбедности у Зајечару.[9]

Батаљон српске активне војске имао је 1883 (на папиру) 4 чете по 266 људи, са штабом и комором - укупно 1.090 људи. Међутим, извештаји из Српско-бугарског рата (1885) наводе да батаљони активне војске у просеку нису имали више од 900 бораца, а ескадрони свега око 100 коњаника. Сва пешадија активне војске имала је модерне (за оно време) пушке Маузер-Кока, док је коњица била наоружана сабљама и карабинима (типа Пибоди и Маузер). По 11 бораца у сваком ескадрону и 3-6 у свакој батерији имали су револвере (типа Франкот и Гасер). Само 5 батерија имало је топове острагане, док су све остале имале старе топове Ла Ит остале из ратова 1876-1878.